# Liophis cobellus
Liophis cobellus este o specie de șerpi din genul Liophis, familia Colubridae, descrisă de Linnaeus 1758. Conform Catalogue of Life specia Liophis cobellus nu are subspecii cunoscute.